# Porte-bloc

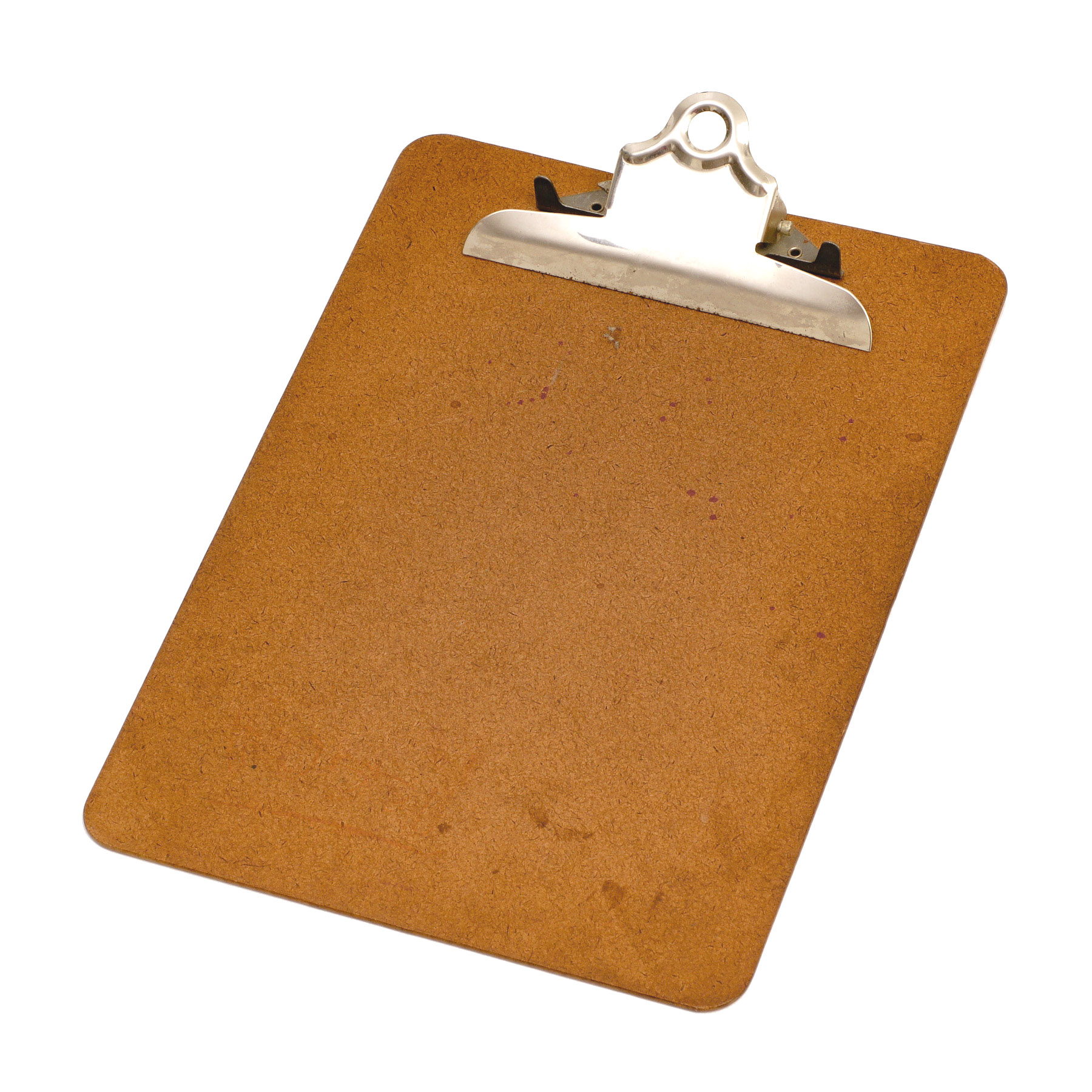
Un porte-bloc en bois.

Un porte-bloc, ou planchette à pince (Canada), est un objet permettant de porter des feuilles de papier et d'y écrire. Un porte-bloc se compose d'un support plat et rigide solidaire d'une pince à dessin ou autre dispositif permettant de maintenir des feuilles.
Le porte-bloc est la métaphore utilisée en anglais (clipboard) pour désigner le concept informatique de presse-papier. Les icônes correspondant au presse-papier et à l'action coller représentent donc généralement un porte-bloc.
Le porte-bloc a été créé par George Henry Hohnsbeen en 1908, mais il y avait déjà des brevets au XIXe siècle.
Ils sont souvent utilisés pendant les événements sportifs, par exemple dans les écoles ou les stades. 